# Scopula toxophora
Scopula toxophora là một loài bướm đêm trong họ Geometridae.